# Flagler Beach
Flagler Beach ist eine Stadt in den Countys Flagler und Volusia im US-Bundesstaat Florida. Das U.S. Census Bureau hat bei der Volkszählung 2020 eine Einwohnerzahl von 5.160 ermittelt.

## Geographie
Flagler Beach liegt am Intracoastal Waterway sowie am Atlantik. Die Stadt grenzt an Beverly Beach, liegt rund 10 km östlich von Bunnell und etwa 100 km südlich von Jacksonville.

## Demographische Daten
Laut der Volkszählung 2010 verteilten sich die damaligen 4484 Einwohner auf 3439 Haushalte. Die Bevölkerungsdichte lag bei 472 Einw./km². 97,1 % der Bevölkerung bezeichneten sich als Weiße, 0,8 % als Afroamerikaner, 0,3 % als Indianer und 0,6 % als Asian Americans. 0,1 % gaben die Angehörigkeit zu einer anderen Ethnie und 1,0 % zu mehreren Ethnien an. 2,4 % der Bevölkerung bestand aus Hispanics oder Latinos.
Im Jahr 2010 lebten in 13,2 % aller Haushalte Kinder unter 18 Jahren sowie 44,4 % aller Haushalte Personen mit mindestens 65 Jahren. 54,0 % der Haushalte waren Familienhaushalte (bestehend aus verheirateten Paaren mit oder ohne Nachkommen bzw. einem Elternteil mit Nachkomme). Die durchschnittliche Größe eines Haushalts lag bei 1,90 Personen und die durchschnittliche Familiengröße bei 2,45 Personen.
11,9 % der Bevölkerung waren jünger als 20 Jahre, 12,9 % waren 20 bis 39 Jahre alt, 33,4 % waren 40 bis 59 Jahre alt und 42,1 % waren mindestens 60 Jahre alt. Das mittlere Alter betrug 57 Jahre. 48,6 % der Bevölkerung waren männlich und 51,4 % weiblich.
Das durchschnittliche Jahreseinkommen lag bei 44.292 $, dabei lebten 8,9 % der Bevölkerung unter der Armutsgrenze.
Im Jahr 2000 war Englisch die Muttersprache von 95,10 % der Bevölkerung, spanisch sprachen 2,45 % und 2,45 % sprachen deutsch.

## Verkehr
Flagler Beach wird von den Florida State Roads A1A und 100 durchquert. Der nächste Flughafen ist der Daytona Beach International Airport (rund 30 km entfernt).

## Kriminalität
Die Kriminalitätsrate lag im Jahr 2010 mit 157 Punkten (US-Durchschnitt: 266 Punkte) im niedrigen Bereich. Es gab einen Raubüberfall, sieben Körperverletzungen, 40 Einbrüche, 94 Diebstähle und sieben Autodiebstähle.